# Anders Bastiansen
Anders "Basse" Bastiansen, født 31. oktober 1980 i Oslo, er en norsk ishockey spiller, der spiller for sin forældreklub Frisk Asker. Han har tidligere spillet for Almtuna IS, IFK Arboga, Mora IK i  Allsvenskan og også Färjestad BK i Elitserien. I 2008 valgte  Basse  at tilmelde sig Färjestad BK og vandt svensk mesterskabsguld den første sæson. Han spillede i alt fem sæsoner for Färjestad. Han vandt også svensk mesterskabsguld med FBK i sæsonen 2010/11.
Bastiansen repræsenterede Norge i Verdensmesterskab i ishockey 2006 og  Verdensmesterskab i ishockey 2009. I sæsonen 2014/2015 spillede han for den østrigske Graz 99ers. Inden sæsonen 2015/2016 vendte han tilbage til Norge for spil i Frisk Asker i den norske topliga.

## Eksterne links
- Skabelon:Eliteprospects